# Ковальський Леон Йосипович
Леон Йосипович Ковальський (рос. Леон Иосифович Ковальский; 28 квітня 1940 року, село Монастирок, Житомирська область, Українська РСР — 4 червня 2023 року, Самара) — російський політик, перший голова Самарської Губернської Думи (1994—2001), заступник голови Комітету Ради Федерації з конституційного законодавства і судово-правових питань (1996—2006).

## Біографія
Закінчив Калачівське річкове училище. Після служби в армії в 1970 році закінчив Волгоградський сільськогосподарський інститут за спеціальністю «інженер-гідротехнік», за розподілом був направлений у місто Куйбишев (нині — Самара), де працював у системі Міністерства меліорації та водного господарства СРСР на посаді виконроба.
З грудня 1987 року — начальник проектно-будівельного об'єднання «Куйбышевводстрой», потім — голова орендного підприємства «Самараводстрой», генеральний директор інвестиційно-будівельної компанії «Самараводстрой».
У 1990—1993 роках — депутат Куйбишевської обласної Ради народних депутатів.
У 1994—2001 роках — депутат, голова Самарської Губернської думи, член всеросійського руху Наш дім — Росія.
У 1996—2006 роках — член Ради Федерації Федеральних Зборів, заступник голови Комітету з конституційного законодавства та судово-правових питань. Офіційно Рада Федерації припинила повноваження Ковальського 25 січня 2006 року.
Мандат члена Ради Федерації був переданий Самарською Губернською Думою Олексію Ушамирському, який не був затверджений Радою Федерації, що викликало політичну кризу, внаслідок якої регіон півтора роки залишався без сенатора. Новий представник у РФ Валерій Парфьонов був затверджений лише у липні 2007 року.
З 2008 по 2018 рік — член Громадської палати Самарської області. 2019 року був обраний почесним головою Самарської Губернської думи.
Нагороджений медалями «На згадку про 850-річчя Москви» та «Ветеран праці», почесним знаком Ради Федерації «За заслуги у розвитку парламентаризму», двома Почесними грамотами Ради Федерації. Присвоєно почесне звання «Заслужений будівельник Російської Федерації».
Помер 4 червня 2023 на 84-му році життя.